# TSM Schifflange
TSM Schifflange, pełna nazwa Tuerm a Sprénger Matt – luksemburski klub szachowy z siedzibą w Schifflange.

## Historia
Klub powstał 22 maja 2003 roku z połączenia Tour et Cavalier Belvaux i CE Matt Schifflange. W sezonie 2003/2004 klub wziął udział w Division Nationale, wystawiając dwie drużyny. Pierwsza drużyna zajęła wówczas szóste, a druga – ostatnie, ósme miejsce. W 2007 roku z Division Nationale spadła pierwsza drużyna Schifflange. W następnym roku klub powrócił do pierwszej ligi. W 2015 roku TSM Schifflange ponownie spadł, wracając do Division Nationale w kolejnym sezonie. Identyczna sytuacja miała miejsce w latach 2019–2020. W 2023 roku klub zadebiutował w Pucharze Europy. TSM wygrał wówczas z SK Weilheim, KSH Ferizaj, ŠK Prilep i SG Solingen, a przegrał z C’Chartres Échecs, SOSS, CA Paterna i w klasyfikacji końcowej zajął 38. miejsce.